# Јосиф Генесије
Јосиф Генесије (грчки: Γενἐσιος) је био византијски историчар из 10. века.

## Биографија
Генесије је био члан угледне византијске породице и високи дворски чиновник. Припадао је литерарном кругу Константина Порфирогенита. Њему је и посветио своје историјско дело у 4 књиге (Βασιλείαι - Историја царева). Дело је настало између 944. и 959. године. Обрађује период између 813. и 886. године. Сам Генесије наводи да је писао на основу усменог предања и казивања старијих савременика догађаја. Од писаних извора користио је житија, нарочито патријарха Нићифора и Игњатија и хронику Георгија Монаха. Генесијево дело је пристрасно и даје негативну слику о иконоборцима. Симпатиње Македонску династију. Језик Генесија је тежак и извештачен. Генесије даје податке о Словенима, углавном о малоазијским Словенима у 9. веку и њиховом учешћу у грађанском рату 821-2. године познатом као устанак Томе Словена. За овај догађај Генесије је најопширнији извор. 